# 横地森太郎
横地 森太郎（よこち しんたろう、1935年〈昭和10年〉10月31日 - 2023年〈令和5年〉1月15日）は、日本の水泳選手。ポルトガル陸軍士官学校教官。ポルトガルのオリンピック水泳代表監督を5回務めた。

## 経歴
1935年（昭和10年）広島県坂町に生まれる。広島市への原子爆弾投下時は疎開していたが、投下3日後に入市して間接被爆。1954年修道高等学校を卒業し、早稲田大学に進学。早稲田大学在学中は水泳選手として活躍し、1957年戦後日本と中国の初めてのスポーツ交流となる中国遠征に参加、周恩来首相が姿を見せ握手するなど歓迎を受けた。1957年日本学生選手権水泳競技大会競泳競技では100メートル自由形3位、800メートルリレー（早大チームの2泳として参加）は1位となる。早稲田大学卒業後の1958年アジア大会（東京）では100メートル自由形3位となり銅メダル獲得。
1958年、日本水泳連盟の推薦でポルトガルに渡り、ポルトガル陸軍士官学校の水泳指導教官として勤める。その間、ポルトガルの水泳代表チーム監督として5回オリンピックに出場した。水泳日本代表チームの欧州遠征にも裏方としてサポートを続け、2007年日本水泳連盟から特別功労賞を表彰された。リスボンの日本料理レストランのオーナーも務める。
長年にわたる日本・ポルトガル友好関係への貢献に対し、2010年春に旭日双光章を受章した。
息子はポルトガルのオリンピック水泳選手で現機械工学教授のAlexandre Yokochi。